# Julian Davies
Julian Davies (Salisbury, 16 de marzo de 1971) es un deportista británico que compitió en judo. Ganó dos medallas en el Campeonato Europeo de Judo en los años 1996 y 1997.
Participó en los Juegos Olímpicos de Atlanta 1996, donde finalizó decimoséptimo en la categoría de –65 kg.

## Palmarés internacional
| Campeonato Europeo | Campeonato Europeo     | Campeonato Europeo | Campeonato Europeo |
| Año                | Lugar                  | Medalla            | Categoría          |
| ------------------ | ---------------------- | ------------------ | ------------------ |
| 1996               | La Haya (Países Bajos) | Medalla de plata   | –65 kg             |
| 1997               | Ostende (Bélgica)      | Medalla de bronce  | –65 kg             |